# Wolfram SystemModeler
Wolfram System Modeler, desarrollado por Wolfram MathCore, es una plataforma tanto para la ingeniería como para el modelado y simulación de las ciencias de la vida basada en el lenguaje Modelica. Proporciona un entorno de simulación y modelado gráfico interactivo y un conjunto personalizable de bibliotecas de componentes.
La versión 14.3 fue lanzada en agosto de 2025. 

## Características
Las características de Wolfram System Modeler incluyen [cita requerida]:
- Basado en el lenguaje Modelica, el cual es no-propietario, orientado a objetos y basado en ecuaciones.
- Interfaz gráfica de usuario para el modelado de tipo "arrastrar y soltar".
- Interfaz de usuario de texto para el modelado, simulación, documentación y análisis Modelica basado en ecuaciones.
- Modelado A-causal (basado en componentes) y causal (basado en bloques).
- Modelado multidominio, el cual incluye:
  - Mecánica 1D y 3D
  - Sistema eléctrico
  - Sistema hidráulico
  - Termodinámica
  - Controles de ingeniería
  - Biología de sistemas
- Integrado con Mathematica para el análisis y documentación de modelos y simulaciones.

## Interfaz
La interfaz primaria de Wolfram System Modeler, Centro de Modelado (Model Center), es un entorno gráfico e interactivo que incluye un set personalizable de bibliotecas de componentes. Los modelos desarrollados en el Centro de Modelado pueden ser simulados en el Centro de Simulación (Simulation Center). El software también proporciona una estrecha integración con el entorno de Mathematica. Esto les permite a los usuarios que utilizan ambos software para desarrollar, simular, documentar y analizar, tener los modelos de Wolfram System Modeler dentro de los cuadernos de Mathematica. El software se utiliza tanto en el campo de la ingeniería como en las ciencias de la vida.

## Ediciones
Fue desarrollado originalmente por MathCore Engineering como MathModelica y adquirido por Wolfram Research el 30 de marzo de 2011 y, posteriormente, lanzado como Wolfram System Modeler el 23 de mayo de 2012 mejorado con la integración del software Mathematica de Wolfram Research.

## Lenguaje de Modelado
Wolfram System Modeler utiliza el lenguaje de modelado libre orientado a objetos Modelica. Modelica es un lenguaje no-propietario, orientado a objetos y basado en ecuaciones para modelar convenientemente sistemas físicos complejos, por ejemplo: mecánicos, eléctricos, electrónicos, hidráulicos, térmicos, de control, energía eléctrica o subcomponentes orientados al proceso.

## Historial de Lanzamientos
| Nombre/Versión        | Fecha             |
| --------------------- | ----------------- |
| System Modeler 1.0    | Marzo de 2011     |
| System Modeler 3.0    | Mayo de 2012      |
| System Modeler 4.0    | Julio de 2014     |
| System Modeler 4.1    | Marzo de 2015     |
| System Modeler 4.2    | Diciembre de 2015 |
| System Modeler 4.3    | Octubre de 2016   |
| System Modeler 5.0    | Julio de 2017     |
| System Modeler 5.1    | Marzo de 2018     |
| System Modeler 12.0   | Abril de 2019     |
| System Modeler 12.1   | Marzo de 2020     |
| System Modeler 12.2   | Diciembre de 2020 |
| System Modeler 12.3   | Mayo de 2021      |
| System Modeler 13     | Diciembre de 2021 |
| System Modeler 13.1   | Junio de 2022     |
| System Modeler 13.2   | Diciembre de 2022 |
| System Modeler 13.3   | Junio de 2023     |
| System Modeler 13.3.1 | Agosto de 2023    |
| System Modeler 14.0   | Enero de 2023     |
| System Modeler 14.1   | Julio de 2024     |
| System Modeler 14.2   | Enero de 2025     |
| System Modeler 14.3   | Agosto de 2025    |

## Licencias
Wolfram System Modeler es software propietario protegido por las leyes de secreto comercial y derechos de autor.